# Microcerella erythropyga
Microcerella erythropyga är en tvåvingeart som först beskrevs av Guilherme A.M.Lopes 1936.  Microcerella erythropyga ingår i släktet Microcerella och familjen köttflugor. Inga underarter finns listade i Catalogue of Life.